# Anna Schumilo
Anna Schumilo (kasachisch Анна Шумило, englisch Anna Shumilo, * 30. April 2004) ist eine kasachische Leichtathletin, die sich auf den Mittelstreckenlauf spezialisiert hat.

## Sportliche Laufbahn
Erste internationale Erfahrungen sammelte Anna Schumilo im Jahr 2023, als sie bei den Hallenasienmeisterschaften in Astana in 2:24,64 min den siebten Platz im 800-Meter-Lauf belegte. Anfang Juni belegte sie bei den U20-Asienmeisterschaften in Yecheon in 56,75 s den sechsten Platz im 400-Meter-Lauf und gewann mit der kasachischen 4-mal-400-Meter-Staffel in 3:46,19 min die Silbermedaille. Zudem gelangte sie in der Mixed-Staffel mit 3:36,61 min auf Rang vier. Im Jahr darauf verpasste sie bei den Hallenasienmeisterschaften in Teheran mit 58,32 s den Finaleinzug über 400 Meter und siegte mit der Staffel in 3:41,08 min. 2025 belegte sie bei den Asienmeisterschaften in Gumi in 3:40,71 min den vierten Platz im Staffelbewerb.
In den Jahren 2022 und 2023 wurde Schumilo kasachische Hallenmeisterin in der 4-mal-400-Meter-Staffel sowie 2022 auch in der 4-mal-200-Meter-Staffel.

## Persönliche Bestleistungen
- 400 Meter: 55,02 s, 11. Mai 2024 in Taschkent
  - 400 Meter (Halle): 55,09 s, 16. Februar 2025 in Astana
- 800 Meter: 2:12,72 min, 25. September 2022 in Samarqand
  - 800 Meter (Halle): 2:16,78 min, 11. Januar 2023 in Astana